# Georg Hellmesberger II
Georg Hellmesberger II (né à Vienne le 27 janvier 1830 - mort à Hanovre le 12 novembre 1852) est un violoniste et compositeur autrichien.

## Biographie
Né à Vienne, il est le fils de Georg Hellmesberger I et le frère de Josef Hellmesberger I. Il étudie le violon avec son père et la composition avec Ludwig Rotter. En 1847, il effectue une tournée à travers l'Allemagne et l'Angleterre. En 1850, il devient premier violon et directeur de la musique des vaudevilles et ballets à Hanovre. Peu de temps avant sa mort, il fut nommé maître de chapelle à Hanovre.

## Œuvres
Son œuvre comprend des opéras (Die Bürgschaft, 1848 ; Die beiden Königinnen, 1851), des symphonies, de la musique de chambre et des pièces pour violon solo.

## Sources
- (en) Cet article est partiellement ou en totalité issu de l’article de Wikipédia en anglais intitulé « Georg Hellmesberger, Jr. » (voir la liste des auteurs).